# Vossia cuspidata
Genre
Espèce
Synonymes
- Ischaemum cuspidatum Roxb.[2] [3]
- Ischaemum ensiforme Buch.-Ham. ex Wall.[2]
- Vossia cuspidata var. cuspidata[2]
- Vossia procera Wall. & Griff.[2]

Vossia cuspidata est une espèce de plantes monocotylédones de la famille des Poaceae, sous-famille des Panicoideae, originaire des régions tropicale d'Afrique et d'Asie. C'est la seule espèce du genre Vossia (genre monotypique).
Elle est parfois nommée en anglais « hippo grass », soit « herbe à hippopotame ».

## Liste des variétés
Selon Tropicos (21 mars 2018) (Attention liste brute contenant possiblement des synonymes) :
- Vossia cuspidata var. cuspidata
- Vossia cuspidata var. polystachya Koechlin